# サンダーフォースIV
『サンダーフォースIV』は、テクノソフトが開発し、1992年7月24日に発売した メガドライブ用のシューティングゲームであり、サンダーフォースシリーズの第4作に当たる。
北米では「Lightening Force: Quest for the Darkstar」というタイトルで1993年1月発売された。
本作は1996年12月6日に発売されたセガサターン用ソフト『サンダーフォース ゴールドパック2』 に収録されている。また、2018年9月20日には、新生SEGA AGESシリーズ第1弾の一環としてNintendo Switchへの移植版が配信された。

## ストーリー
オーン帝国の皇帝カウ・スがSTYXによって打ち倒されてから2年後、カウ・ス以上の力を持ったサブシステム、ヴィオスの自己増殖により、オーン帝国は勢いは衰えることが無かった。連邦軍は惑星アクエリアに潜伏するヴィオスの破壊作戦を試みたが失敗に終わり、開発中の「RYNEX」（ライネックス）ことFIRE LEO-04 の投入を決定する。
RYNEXの開発者の一人であるキャロル・T・マース少佐のナビゲートの元、『III』に登場したジーン大尉の親友であるロイ・S・マーキュリー中尉はRYNEXに搭乗する。

## システム
基本的には概ね『III』を踏襲しその改良型といえるシステムを採用。Switchへの移植にスーパーバイザーとして携わった奥成洋輔は、メガドライブの展開末期に発売された『コミックスゾーン』と比較すると、素直な作りになっていると2018年のインタビューの中で話している。
移動速度（最低25%、最高100%）の細かい調整が可能となっており、スピードアップのボタンを1回押すと25%ずつ（4段階）、押しっぱなしだと1%単位で変更される。また、本作より難易度にかかわらず、撃墜された際に失う装備が「その時装備していた強化武器」とクローに固定となった。既に所持しているアイテムを取得した場合は10000点加算される。また、所持している武器の数やミスの回数によって、難易度が変わる。エクステンドは10000点、8万点と20万点まで加算されると残機が1つ増える。
難易度設定はEASY、NORMAL、HARD、MANIACの4段階。難易度に応じてメッセージなどには変化は無いものの、エンディングで流れる曲が変化する。またMD版のみ、いずれかの難易度でゲームをクリアすることで、BGMテストにおまけ曲が追加される。おまけ曲の一つに、『サンダーフォースAC』の4面の曲として使用された曲が収録されている。
ゲームバランスについては、各ステージの仕掛けの出現タイミングが『III』のような唐突なものではなくなったものの、純粋に反射神経や操作技術を要求する局面が増え、攻略パターンを覚えても容易にはクリアできないバランスとなっている。
ゲームクリア時のボーナスにノーミスボーナス（200万点）が加わり、難易度に応じたゲームレベルボーナスは前作の倍率式から難易度に応じた得点が加算されるようになった（残機ボーナスは1機当たり1万、残クレジットボーナスは1クレジット当たり5万は変わらず）。
『ゴールドパック2』では、隠しコマンドを入力することにより、ステージ5で友軍機として登場したFIRE LEO-03MP "STYX Mass Product"（量産型ステュクス）を自機として用いることが可能である。
また、Switch版では、難易度をおさえたKIDSモードなどをはじめとする『セガ3D復刻アーカイブス3』収録版『III』に準じたシステムが用意されているほか、独自要素としてボイス再生時にBGMを止めないモード、処理落ちの軽減モード、シリーズでは初となる「オンラインランキング」が実装された。
また、どの難易度でも一度クリアすることで、プレイヤーの使用機体を『III』の「FIRE LEO-03 "STYX（ステュクス）"」に変更できる「STYXモード」が解放される。このモードにおいては、効果音も『III』および『AC』のものに変化する。

### 武器説明
| タイプ   | 武装名               | 説明 |
| -------- | -------------------- | --- |
| 攻撃     | TWIN SHOT ↓ BLADE    | 標準装備の前方2連ショット。 |
| 攻撃     | TWIN SHOT ↓ BLADE    | 強化された刃状の前方攻撃。 当たり判定が大きく敵を狙いやすい反面、その当たり判定の巨大さ故に一部ボスの弱点に攻撃を当て辛くなるという欠点もある。 アイテムを取得する事により、ツインショットと入れ替わる。 |
| 攻撃     | BACK SHOT ↓ RAIL GUN | 標準装備の前後方向単発ショット。 |
| 攻撃     | BACK SHOT ↓ RAIL GUN | 前方へノーマルショット、後方へ強力な2連レーザーを発射する。アイテムを取得する事により、バックショットと入れ替わる。 |
| 攻撃     | SNAKE                | 前方へノーマルショット、上下に対地機雷を発射する。機雷の爆風は地形を這う様に進んでいく。 |
| 攻撃     | FREE WAY             | 自機移動方向にノーマルショット、その逆へ扇状に5方向ミサイル攻撃を行う。 |
| 攻撃     | HUNTER               | 地形を貫通する自動追尾攻撃。使いやすいが、威力は他の武器に比べ低め。 |
| 攻撃補助 | CLAW ↓ THUNDER CLAW  | 敵弾を打ち消すことが可能な、自機の周りを回転する2個のユニット。 外殻があり、自機の爆破時以外は破壊されない。主攻撃ほどの威力はないが、攻撃の補助も行う。 |
| 攻撃補助 | CLAW ↓ THUNDER CLAW  | ゲーム後半の本体の増強と共に、サンダークローにアップグレードされる。 （グレードアップ後、最初のサンダークローのみ強制装備される） サンダークロー装備時には、後述のサンダーソードが利用可能になる。 |
| 防御     | SHIELD               | 敵からの攻撃を3回防御し、赤く変色した後にダメージを受けると消失するバリア。障害物に対しても効果があり、遮蔽物を通り抜けることも可能。 |
| 特殊     | THUNDER SWORD        | サンダークローを装着した状態でショットボタンを押さずにいるとエネルギーが蓄積されていき、エネルギーが一定以上溜まった状態でショットボタンを押すと、前方にボスクラスの敵をも一撃で破壊できるほどの威力を持つ、剣状のレーザーを突き出す。 強力だが、発射時に若干ノックバックが発生するため、場所によっては反動で自滅する危険性も孕んでいる。 |

### ステージ構成
本作は全10ステージから構成されており、前半4ステージはどの順番からでも攻略できるようになっている。自機が上下に移動すると画面も上下にスクロールする。一部のステージ、ボス戦に縦方向の上下合わせて約3画面分の画面を自由に移動できるシステムを採用している。敵の動作パターンが複雑で攻略パターンが無数にあり、独特の高い攻略性を実現している。また、本作の物語は2部構成となっており、第1部（ステージ1 - 5）ではオーン帝国との最終決戦が描かれ、第2部（ステージ6 - 10）では新たな敵「ファウスト」との戦いが繰り広げられる。この作品から画面奥からの攻撃などが見られるようになり、第1部終了時のドッキングシーンなど、物語性を感じさせる演出が挿入されるようになったこと等も、『V』へ影響を与えている。技術的には『III』から更に進化したラスタースクロールを巧みに利用した多重スクロール、水中、炎等のエフェクトや、ソフトウェア的な拡大、縮小処理等の実装、キャラクタや、BGの細かな書き込みなど、見た目の進化も見られる。
| 面数           | ステージ名 | BGM                            | ボス           | ボスBGM             |
| -------------- | ---------- | ------------------------------ | -------------- | ------------------- |
| 任意順で攻略可 | STRITE     | Fighting Back What !?          | GARGOYLE DIVER | Evil Destroyer      |
| 任意順で攻略可 | RUIN       | Space Walk Danger !! Danger !! | HELL ARM       | Attack Sharply      |
| 任意順で攻略可 | AIR-RAID   | The Sky Line Air Raid          | RATT CARRY     | Simmer Down         |
| 任意順で攻略可 | DASER      | Sand Hell Where !?             | FOMALHAUT      | Strike Out          |
| 5              | VIOS       | Battle Ship                    | VERSUS         | Stranger Neo Weapon |
| 6              | VOLBADOS   | Great Sea Power                | SPARK LANCER   | The Breaker         |
| 7              | DESVIO     | Sea Of Flame                   | DUST EAG       | Rancor              |
| 8              | WALL       | Metal Squad                    | EVIL CORE      | Phantom             |
| 9              | BIO-BASE   | Down Right Attack              | ARMMENT CLOW   | Recalcitrance       |
| 10             | VERSUS     | The Danger Zone                | FAUST          | War Like Requiem    |

## 開発
本作の開発が始まる前に旧2作のスタッフの多くが退社したため、開発スタッフが変更となっている。
開発スタッフに大きな変更があった際、新しく入ってきたスタッフたちはまず『デビルクラッシュ MD』を制作し、メガドライブ向けのオリジナルゲームが作れるようになったところで、本作の開発にとりかかった。
BGM作曲・編曲は山西利治と吉田猛が手掛けており、オープニング以下、メガドライブ搭載のFM音源を駆使したギターサウンドを前面に押し出した楽曲が多い。

## 移植版
| No. | タイトル                         | 発売日             | 対応機種                               | 開発元       | 発売元       | メディア                               | 型式              | 備考                 |
| --- | -------------------------------- | ------------------ | -------------------------------------- | ------------ | ------------ | -------------------------------------- | ----------------- | -------------------- |
| 1   | サンダーフォースゴールドパック２ | 1996年12月6日      | セガサターン                           | テクノソフト | テクノソフト | CD-ROM                                 | T-1808G           | -                    |
| 2   | SEGA AGES サンダーフォースⅣ      | 2018年9月20日      | Nintendo Switch                        | エムツー     | セガゲームス | ダウンロード （ニンテンドーeショップ） | -                 | メガドライブ版の移植 |
| 3   | サンダーフォースⅣ                | INT 2022年10月27日 | メガドライブ ミニ2 SEGA Genesis Mini 2 | エムツー     | セガ         | プリインストール                       | HAA-2524 MK-16310 | メガドライブ版の移植 |

付記
- Nintendo Switch以降に使われているキービジュアル（MD版におけるパッケージビジュアルに相当するもの）は、MD版のパッケージビジュアルが諸事情で使えなくなったため、かつてテクノソフトに所属していた金崎泰輔が描き下ろしたものが使われている[4]。
- 下記2機種における移植版では、オリジナル版・SS版プレイ中の一部状況で発生する「処理落ち」を軽減させるオプション[注 1]が実装されている。ただしプログラム的に処理落ちを強制的に発生させている箇所があり、それについては原典とおりの挙動となる。

### Nintendo Switchへの移植
『セガ3D復刻アーカイブス3』にて『III』が収録されたこともあり、エムツーからの要望により本作がSEGA AGESの第一弾として選ばれた。
Switchへの移植にあたっては、『ゴールドパック2』収録版をメガドライブで再現するという方針をとりつつも、3D映像化を除く基本仕様は、難易度低下のKIDSモードやリージョン選択やその場セーブ・ロードなど、『セガ3D復刻アーカイブス3』収録版『III』に準じたものが採用された。
オリジナル版のROMの容量は8Mbitと大きめだったことから、移植には細心の注意が払われた。
また、オリジナル版の音色の一部はキーのオンオフを短時間で大量に行なう特殊な構造になっていたため、開発当初はなかなかこれらの音色の再現ができずにいた。そこで、セガ3D復刻プロジェクトの立ち上げ人の一人であった齊藤彰良が生前に開発した3DS用のFM音源ソースのコアを調べたところ、コメントアウトになっていた部分が見つかり、コメントアウトを外したことによってこの音色をうまく再現できた。
さらに細かい部分でオリジナル版と異なり、コンフィグモードではキーコンフィグが削除され(SEGA AGESのメインメニューにキーコンフィグがある為)、サウンドテストの難易度別エピローグ・スタッフロール・Omake1～10は最初から出現している状態になっている。また、オンラインスコアランキング登録に影響を及ぼす為にオリジナル版で永久パターンで加点できた点数は全て0点に変更されている。
後にオープニングアニメーションのイントロ部背景の「下から上に星がスクロールする部分」が原作のものを再現できていなかった事が判明し、アップデートで修正された。

### メガドライブミニ2への移植
基本的に原典そのままの移植だが、上記「付記」のとおり処理落ちを軽減する「ハイスピードモード」がSwitch版同様に実装されている。これについて本機のソフト開発責任者を務めたセガの奥成洋輔は、オリジナル版では処理落ちが多く（若干爽快性を損なうため）「処理落ち無しで遊びたい人もいるだろう（という考えから導入した）」と2022年のインタビューの中で話している。反面、処理落ちは「ゲームバランスに直結する部分もある」ともコメントしており、Switch版同様オリジナルのまま処理落ちが発生するモードでもプレイ可能となっている。

## 評価

### 発売当時の反響
本作は、発売からまもなくメガドライブ用ソフトの名作として知られるようになった。
批評家たちは本作のグラフィックがシリーズ史上最高だと称賛し、縦方向への移動 やラスタースクロール を取り入れたことについても評価する声が上がった。
Mean Machinesは、芸術的なグラフィックを称賛し、縦方向に移動することによって広大さを表現するというアイデアには脱帽したと述べた。
Megaはステージのランドスケープが広がり、ラスタースクロールとも相性が良かったと評価している。

Mega Drive Advanced Gamingも、セガの16ビット機の歴史の中では見たことのないラスタースクロールの使い方であるとしている。

また、大きなスプライトや、滑らかなアニメーションなどを評価するメディアもあった一方で、激しい動きが生じた際にフレームレートが落ちてしまう点を指摘するメディアもあった。
サウンド面については反応が分かれた。
多くのメディアは肯定的に受け止めており、このうちGameFan はグラフィックとサウンドがカートリッジのゲームではなくCDのゲームかと思うような品質だったと述べている。一方で、Megaは音楽について、「方向性が不明瞭なうえ、やかましく、日本的なグダグダ」（ "aimless, twittery, Japanese meanderings."）があったと指摘している 。

プレイ性についても評価が分かれ、「病みつきになる」（"addictive"）や、「アドレナリンがドバドバ出る」（ "pure adrenaline"） と称賛したメディアもある一方、シューティングゲームとしては平凡であるとしたり、オリジナリティの欠如を指摘したメディアもあった。
Mean Machinesは『IV』をメガドライブ史上最高のシューティングゲームだとしつつも、『III』との類似性を指摘し、オリジナリティさえあればなおよかったと述べている 。
Sega Forceもシリーズ初期作品と似ているという見解を示しており 、Megaもグラフィック面を称賛する傍らゲームシステムが平凡だと述べている 。
ステージ選択や武器・パワーアップの多様性など、難易度の調整については好意的に受け止められている一方、Mega Drive Advanced Gamingは初心者には若干難しいかもしれないと指摘している。

### 後世での評価
本作はその時代におけるシューティングゲームの名作として認知されてきた 。
IGNのシューティングゲームランキングでは4位にランクインし、「テクノソフトのベストセラーにしてメガドライブ用シューティングゲームの最高点に達した」とされている 。
また、本作はRetro Gamerのメガドライブ用シューティングゲームトップ10にランクインした 。選者はスケールの大きさや、エキゾチックな背景、ハチャメチャなアクション、グラフィックの忠実性を評価した。
同じく、Retro Gamerのニック・スロープ（Nick Thrope）は、本作をテクノソフトの名作とし、シューティングゲームファンにとっては遊ぶべき作品であるとしている。
USゲーマーとハードコアゲーミング101では、ゲームの見栄えについて議論が行われた 。
ハードコアゲーミング101のライター、ポール・ブラウンリー（Paul Brownlee）は、本作をジェネシス（海外版メガドライブ）の名作の一つだとし、サウンドトラックについては「『ベア・ナックル2』や、『武者アレスタ』とともに、芸術面・技術面から見ても名作の一つとなった」と評価している。
4Gamer.netの津雲回転は、Switch版の紹介記事の中で、オリジナル版に対する反響について「ファンの間ではサンダーフォースIVをシリーズ最高傑作に挙げる人は多く，実際に完成度も高いが，難度という点では万人向けとは言えず，人を選ぶ作品だと思う。」と説明している。
津雲はその理由として初見では避けられない攻撃や、当時のシューティングゲームではよく見受けられた「弱点のわかりにくいボス」といった覚えゲーの要素が強い点を挙げており、敵や弾といった膨大な数のオブジェクトの描画による処理落ちで生じた動きの遅延の利用が攻略のカギになるほどだったと話している。

## 関連商品
- 「THUNDER FORCE IV Special Digest」（TCS-8001） 
  - 「Evil Destroyer」のアレンジ[注 4]とIVのメドレーの2曲が収録されている。
- TECHNO SOFT GAME MUSIC COLLECTION VOL.5 「Thunderforce IV」（TCS-0005） 税込1,500円。
  - 『サンダーフォースIV』のオリジナル音源版BGM38曲と、アレンジバージョン4曲が収録されている。
- Technosoft Music Collection - THUNDER FORCE IV -
  - テクノソフトから販売された上記サウンドトラックの復刻ではなく、新規デジタルリマスタリング録音されたサウンドトラック。二枚組でDISC1にはオリジナル音源38曲が、DISC2にはオプション(コンフィグ)モードでのサウンドテストで条件を満たすと追加出現した「Omake1～10」がサウンドトラックとしては初収録され、ステージ1A「Fighting Back」とステージ8「Metal Squad」の2ループ版、ボーナストラックとして「Thunder Force IV -Super Arr Ver.-」の13曲が収録されている。